# Wilhelmine Lübke

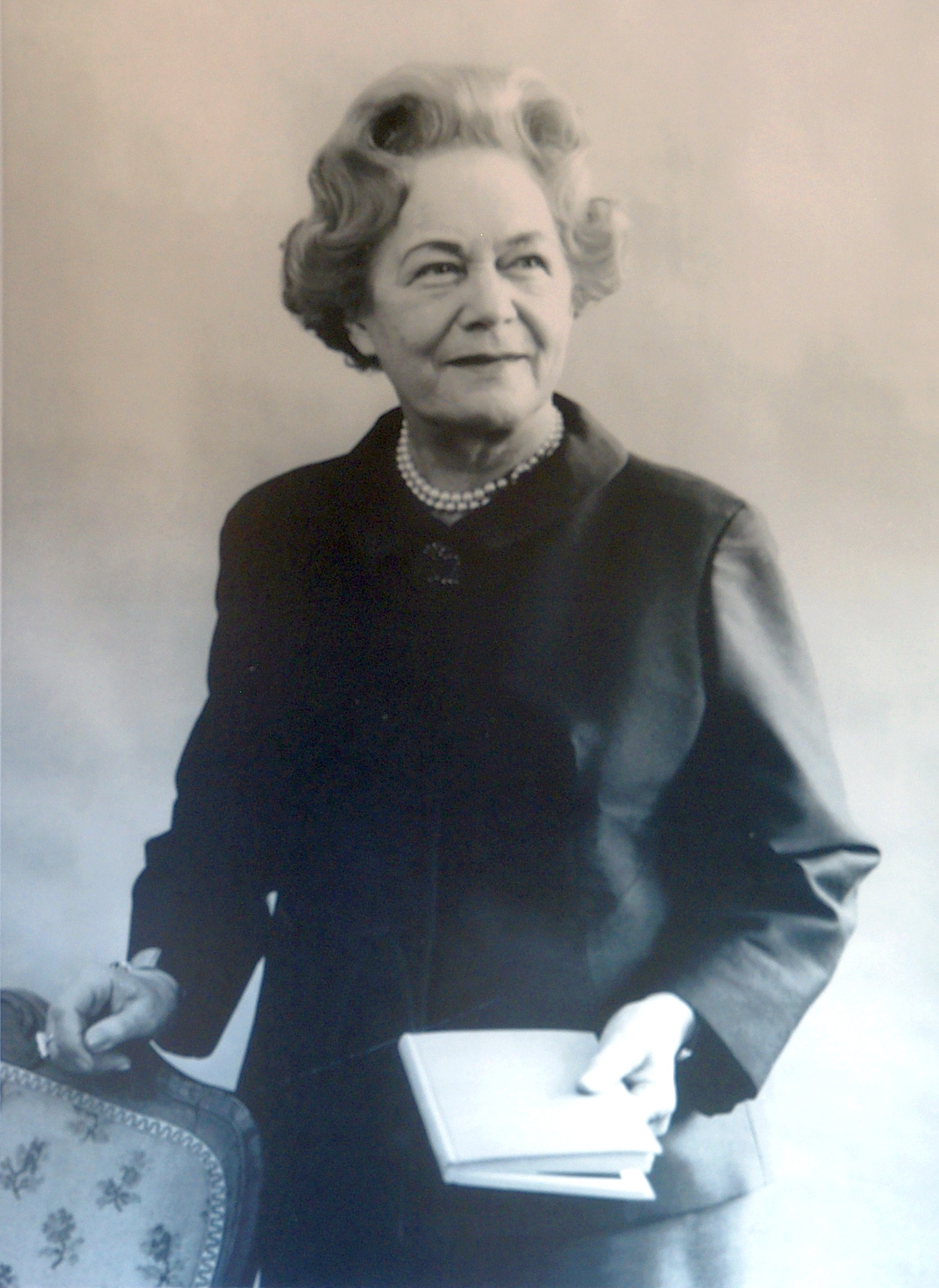
Wilhelmine Lübke

Wilhelmine Lübke, geborene Keuthen (* 9. Mai 1885 in Ramsbeck im Sauerland; † 3. Mai 1981 in Bonn), war die Ehefrau des deutschen Bundespräsidenten Heinrich Lübke. Die frühere Studienrätin nahm mit ihrem Mann Repräsentationspflichten für Deutschland wahr.

## Leben und Wirken
Zunächst war sie Dorfschullehrerin, studierte ab 1911 in Münster Mathematik, Germanistik sowie Philosophie und unterrichtete anschließend als Studienrätin am Franziskus-Oberlyceum in Berlin-Schöneberg.
Sie lernte Lübke in Berlin kennen und sie heirateten am 4. April 1930 in Berlin-Wilmersdorf. Die Ehe blieb kinderlos.
Im Gegensatz zu ihrem Mann war sie sehr sprachgewandt und beherrschte Englisch, Französisch, Spanisch, Italienisch sowie Russisch. Viele sahen sie als treibende Kraft hinter ihrem Mann. Gerade auch als dessen Gesundheit ausgangs seiner Amtszeit als Bundespräsident sehr zu schwanken begann, war sie ihm und dem Amt eine stille Stütze.

### Soziales Engagement
Soziales Engagement prägte ihre Zeit als „First Lady“ der Bundesrepublik. 1962 gründete sie mit ihrem Mann das Kuratorium Deutsche Altershilfe (KDA). Dieses wurde als „Wilhelmine-Lübke-Stiftung“ zu ihrem Lebenswerk und lobt den Wilhelmine-Lübke-Preis aus. Sie entwickelte unter anderem die Idee der Einführung von Essen auf Rädern sowie Grundlagen für die Kurzzeit- und Tagespflege alter Menschen. Mit großem Engagement bestärkte sie 1974 die Idee der mit ihr befreundeten Ärztin Mildred Scheel, als Ehefrau des damaligen Staatsoberhauptes die Deutsche Krebshilfe zu gründen.
Während der Amtszeit ihres Mannes übernahm Wilhelmine Lübke den Vorsitz des Müttergenesungswerkes, das ihre Vorgängerin Elly Heuss-Knapp 1950 gegründet hatte. Damit gab sie dieser Institution neuen Auftrieb und bewirkte, dass alle Frauen nachfolgender Bundespräsidenten bis heute dieses Ehrenamt automatisch übernehmen. Wilhelmine Lübke wirkte u. a. auch in der Aktion Gemeinsinn und in der UNICEF mit. Zitat: „Wer sich um andere kümmert, hat keine Zeit, alt zu sein ...“ Dieser Einstellung treu, arbeitete sie noch im hohen Alter mehrere Stunden wöchentlich in einer Kinderabteilung der Klinik der Universität Bonn. So ist sie wie die zwei Präsidenten-Frauen Heuss-Knapp und Scheel über den Tod hinaus mit ihrer gemeinnützigen Institution bei Millionen Bürgern in dankbarer Erinnerung.

### Politik und Gesellschaft

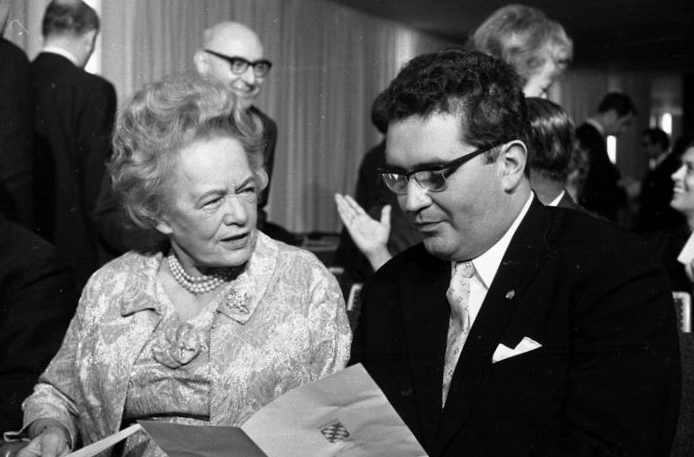
Beim Diplomatenempfang 1968

Ohne offiziellen Auftrag und honoriertes Amt hat Wilhelmine Lübke in den zehn Jahren an der Seite des Bundespräsidenten im Rahmen der Möglichkeiten „Politik für die Bürger“ beeinflusst. Sie teilte mit ihrem Mann die Wertschätzung für die Menschen in der Dritten Welt und warb für den Einsatz deutscher Entwicklungshilfe. Nach der Regierungszeit Konrad Adenauers hat sie auch u. a. Heinrich Lübke in seinem Eintreten für eine Große Koalition von CDU/CSU und SPD bestärkt.
Im Nachkriegs-Deutschland hat sie das gesellschaftliche Leben ebenfalls stark beeinflusst. Ein Ziel war, wieder „Glanz und Würde“ in Deutschland zu verbreiten. So machte sie sich Konrad Adenauers erste Protokolldame Erica Pappritz zu einer kompetenten und treuen Verbündeten. Das Prinzip „man trägt wieder Frack und Orden“ fand rasch das Wohlwollen des „Alten von Rhöndorf“.

### Staatsbesuche als Kulturbeitrag

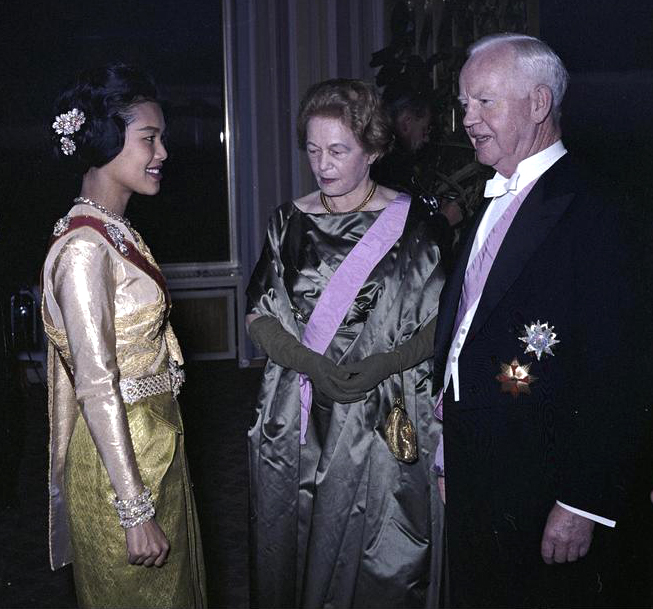
Wilhelmine Lübke mit ihrem Mann und Königin Sirikit von Thailand

Staatsbesuche in beide Richtungen wurden als Kulturbeitrag zur Völkerverständigung gepflegt. Wilhelmine Lübke, neun Jahre älter als ihr Mann, nahm an insgesamt 36 Staatsbesuchen in Europa, Afrika, Asien und Lateinamerika teil. Im Alter von 84 Jahren absolvierte sie 1969 ihre letzte Präsidentenreise mit Besuchen in den aufstrebenden Staaten Elfenbeinküste, Niger und Tschad.
Unter Heinrich Lübke und seiner Frau Wilhelmine wurden der Petersberg im Siebengebirge mit Rheinblick, Schloss Augustusburg in Brühl sowie die Redoute in Bonn-Bad Godesberg zu einer „guten Stube“ der Republik. Auf Schloss Brühl fand 1965 auch der Empfang beim ersten Staatsbesuch der britischen Königin Elisabeth II. statt. Die Königin erwiderte damit den ersten deutschen Staatsbesuch nach dem Zweiten Weltkrieg, den Theodor Heuss 1958 Großbritannien abstattete.
Ein besonderes Anliegen war Wilhelmine Lübke der Staatsbesuch bei Kaiser Haile Selassie in Äthiopien. Er war das erste ausländische Staatsoberhaupt, das nach der NS-Zeit im Jahr 1954 in Deutschland Staatsbesuch machte und damit zum internationalen Ansehen der jungen Bundesrepublik beitrug. Als der Neguse Negest Haile Selassie I. nach einem Militärputsch am 12. September 1974 abdankte, forderte Wilhelmine Lübke in Briefen an Staatsoberhäupter und Politiker in aller Welt, man dürfe den christlichen Monarchen nicht „in einem Ziegenstall“ sterben lassen. Sie konnte jedoch den bis heute ungeklärten Tod des Gefangenen nicht verhindern.

### Der Abschied
Auch nach Ende der Amtszeit ihres Mannes blieb Wilhelmine Lübke ein gesellschaftlicher Mittelpunkt in der Bundeshauptstadt. Das Ehepaar lebte in seinem nach dem Krieg gebauten Einfamilienhaus am Waldrand auf dem Venusberg, wo es häufig Besuch aus aller Welt privat empfing.
Nach dem Tod Heinrich Lübkes 1972, der an Magenkrebs litt, hatte die Witwe beim Staatsakt und dem Requiem für den Altbundespräsidenten am 13. April 1972 im Kölner Dom ihren letzten großen öffentlichen Auftritt. Auf ihre Initiative wurde 1975 am Geburtsort ihres Mannes in Sundern-Enkhausen das Heinrich-Lübke-Haus als Museum gegründet. In dieser Gedenkstätte in Lübkes Geburtshaus wird auch die Erinnerung an die Ehefrau des zweiten Staatsoberhauptes der Bundesrepublik Deutschland bewahrt. Der ehemalige Direktor des Römisch-Germanischen Museums in Köln, Hugo Borger, hatte die Ausstellung konzipiert. Unweit der Gedenkstätte liegt der Friedhof von Enkhausen mit dem Familiengrab. Dort fand Wilhelmine Lübke an der Seite ihres Mannes die letzte Ruhestätte.

## Ehrungen
- 1969: Großkreuz des Verdienstordens der Bundesrepublik Deutschland